# Nationale Bibliotheek van Malta

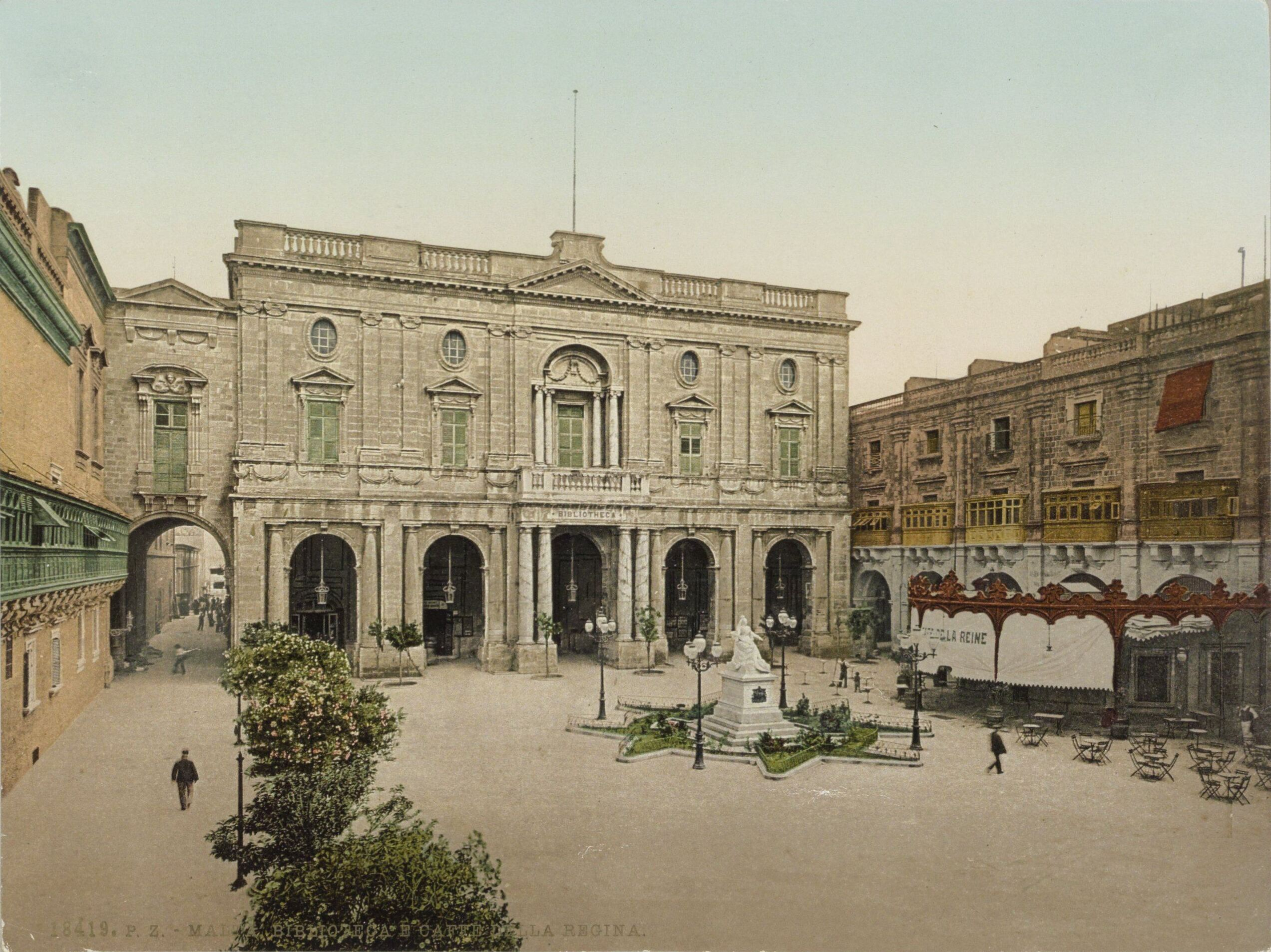
Voorgevel in 1906

De Nationale Bibliotheek van Malta (Maltees: Bibljoteka Nazzjonali ta' Malta; Engels: National Library of Malta) bestaat sinds 1776 in Valletta op het eiland Malta.

## Geschiedenis
Het idee van een institutionele bibliotheek gaat terug op het decreet van 24 mei 1555 waarmee Claude de la Sengle, Grootmeester van de johannieters, verordonneerde dat de boeken van overleden ridders aan de schatkist van de orde toevielen. In 1687 richtte Giuseppe Zammit een medische school op in Valletta die een bibliotheek omvatte. In 1776 besliste het kapittel-generaal onder impuls van grootmeester Emmanuel de Rohan-Polduc een openbare bibliotheek op te richten. Ze kreeg de naam Bibliotheca Tenseana, omdat het grootste deel van de collecties afkomstig was van Louis Guérin de Tencin, grootbaljuw van de orde. Hij had in 1761 op eigen initiatief de publieksbibliotheek Il Forfantone geopend.
De constructie van een bibliotheekgebouw werd toevertrouwd aan de Italiaanse architect Stefano Ittar. Het was gereed in 1796, maar de Franse bezetting en vervolgens de napoleontische oorlogen zorgden voor uitstel. Uiteindelijk opende de Britse bewindvoerder Hildebrand Oakes in 1812 de Malta Public Library. Vanaf 1925 was de instelling verantwoordelijk voor de depotplicht van Maltese publicaties. In 1936 verleende koning George V de titel van koninklijke bibliotheek. Toen er een nieuwe openbare bibliotheek kwam in Floriana, werd de oude in 1976 een onderzoeks- en referentiebibliotheek onder de naam National Library of Malta.

## Collectie
De Nationale Bibliotheek van Malta heeft ruim vierhonderdduizend volumes en bezit ook een verzameling Maltese kaarten. Voorts herbergt ze archieven van Orde van Malta, waaronder charters van Boudewijn I van Jeruzalem uit 1107 en van keizer Karel V uit 1530. De collectie kampt met een infestatie door houtwormen.

## Gebouw
Het neoclassicistische bibliotheekgebouw van Stefano Ittar aan de Piazza Regina (Republic Square) is opgetrokken in 1776-1786. De vijf grote ramen van de leeszaal bevinden zich aan de noordkant, beschermd tegen de sirocco maar problemen gevend van koude en luchtvochtigheid. 